# Carlux
Carlux – miejscowość i gmina we Francji, w regionie Nowa Akwitania, w departamencie Dordogne.
Według danych na rok 1990 gminę zamieszkiwały 594 osoby, a gęstość zaludnienia wynosiła 45 osób/km² (wśród 2290 gmin Akwitanii Carlux plasuje się na 649. miejscu pod względem liczby ludności, natomiast pod względem powierzchni na miejscu 867.).